# 廢除工作
《廢除工作》（或译为《取消工作》），是鮑伯·布萊克於1985年寫下的一篇文章。該文章收入於文選集《廢除工作與其他文章》（The Abolition of Work and Other Essays）之中，由叛逆出版社出版（ISBN 0-915179-41-5）。这篇文章阐述了布莱克的“第三类无政府主义”，即融合了后情境主义理论和個人無政府主義，同时侧重于对职业道德的批判的无政府主义。布莱克在文章中引述了馬歇爾·薩林斯、理查德·博舍·李、夏尔·傅立叶、威廉·莫里斯和保罗·古德曼等人的观点。
鮑伯·布萊克雖然並非馬克思主義者，但是卻在文章的最後轉化了卡爾·馬克思的名言：「全世界的工人，放鬆吧。」（Workers of the world...relax.）

## 参見
- 全世界無產者，聯合起來！
- 無條件基本收入

## 外部連結
- （英文）《廢除工作與其他文章》全文 （页面存档备份，存于）
- （英文）廢除工作全文
- YouTube上的工作時代的終結